# Buodias ruficoxis
Buodias ruficoxis är en stekelart som beskrevs av Cameron 1902. Buodias ruficoxis ingår i släktet Buodias och familjen brokparasitsteklar. Inga underarter finns listade.